# 长薄鳅
长薄鳅（学名：Leptobotia elongata）为輻鰭魚綱鯉形目沙鳅科薄鳅属的鱼类，俗名薄鳅，為亞熱帶淡水魚，是中国的特有物种。分布于金沙江水系、长江中下游、岷江、嘉陵江、沱江、渠江和涪江水系的中下游等。该物种的模式产地在长江。
其种加词“elongata”意为“长的”。

## 形态
本魚體淺灰色，有垂直或不規則深色斑紋，有3對觸鬚，鱗片小，胸鰭及腹鰭短，且基部有長皺摺，體長可達50公分，一般栖息于江河底层，屬肉食性，以小魚等為食。